# Coupe d'Angleterre de football 1936-1937
Navigation
Coupe d'Angleterre 1935-1936 Coupe d'Angleterre 1937-1938
La Coupe d'Angleterre de football 1936-1937 est la 62e édition de la Coupe d'Angleterre, la plus ancienne compétition de football, la Football Association Challenge Cup (généralement connue sous le nom de FA Cup).
Sunderland remporte la compétition pour la première fois de son histoire, battant Preston North End en finale sur le score de 3 à 1 à Wembley à Londres.

## Compétition

### Quarts de finale
Les quarts de finale ont lieu le 6 mars 1937.
| Équipe 1                | Résultat | Équipe 2          |
| ----------------------- | -------- | ----------------- |
| Wolverhampton Wanderers | 1 - 1    | Sunderland        |
| Tottenham Hotspur       | 1 - 3    | Preston North End |
| West Bromwich Albion    | 3 - 1    | Arsenal FC        |
| Millwall FC             | 2 - 0    | Manchester City   |

Match d'appui le 10 mars 1937 :
| Équipe 1   | Résultat | Équipe 2                |
| ---------- | -------- | ----------------------- |
| Sunderland | 2 - 2    | Wolverhampton Wanderers |

Deuxième match d'appui le 15 mars 1937 :
| Équipe 1   | Résultat | Équipe 2                |
| ---------- | -------- | ----------------------- |
| Sunderland | 4 - 0    | Wolverhampton Wanderers |

### Demi-finales
Les demi finales ont lieu le 10 avril 1937, tous les matchs ont lieu sur terrain neutre.
| Équipe 1          | Résultat | Équipe 2             |
| ----------------- | -------- | -------------------- |
| Preston North End | 4 – 1    | West Bromwich Albion |
| Sunderland        | 2 – 1    | Millwall FC          |

### Finale
| Finale de la coupe d'Angleterre 1936-1937 | Sunderland | 3 – 1   | Preston North End | Wembley, Londres     |                      |
| 1er mai 1937                              |            | (0 – 1) |                   | Spectateurs : 93 495 | Spectateurs : 93 495 |

- Sunderland remporte sa première Coupe d'Angleterre[2].